# اللجنة الملكية لجوائز المخترعين
اللجنة الملكية لجوائز المخترعين (بالإنجليزية: Royal Commission on Awards to Inventors)‏ هي لجنة ملكية دورية للمملكة المتحدة تستخدم للنظر في منازعات براءات الاختراع.
في 6 أكتوبر 1919، انعقدت اللجنة الملكية لجوائز المخترعين للاستماع إلى 11 مُطالبة باختراع الدبابة؛ كان أحد «المُطالبين» الأحد عشر فريقًا من شخصين (وبالتالي كان هناك 12 فردًا).
تأسست اللجنة الملكية لجوائز المخترعين في عام 1946 للاستماع إلى دعاوى المخترعين الذين «يزعمون أن اختراعاتهم أو رسوماتهم أو عملياتهم قد استخدمت من قبل الإدارات الحكومية والحكومات المتحالفة أثناء الحرب».